# Dortenbach
Der Dortenbach ist ein 3,2 km langes Gewässer auf dem Gebiet von Rietberg im nordrhein-westfälischen Kreis Gütersloh, der im Siedlungsbereich der Kernstadt von rechts in die obere Ems mündet.

## Flussverlauf
Der Dortenbach entsteht auf 79 m ü. NN in der Feldmark östlich von Rietberg innerhalb des Naturschutzgebietes Rietberger Emsniederung aus dem Zusammenfluss mehrerer aus Richtung Westerwiehe zulaufender Gräben; der bedeutendste davon entspringt noch östlich dieses Ortsteils in den dortigen Hügeln und ist etwas länger als der Dortenbach selbst. Der Dortenbach fließt in westliche Richtung ab und zieht nach Verlassen der Schutzfläche durch das Gelände des Rietberger Gartenschauparks. Im weiteren Verlauf läuft der Dortenbach durch die nördliche Kernstadt und mündet an ihrem westlichen Siedlungsrand von rechts in die Ems.

## Einzugsgebiet
Das Einzugsgebiet hat etwa linsenförmige Kontur mit der langen Achse von Ost nach West und liegt zwischen dem unmittelbaren Einzugsgebiet der Ems selbst im Süden und dem ihres Zuflusses Sennebach im Norden, der hinter den genannten Hügeln ganz im Osten im Bereich des Steinhorster Bruchs der Ems schon einmal recht nahe kommt und wenig abwärts des Dortenbachs in sie mündet. Die Höhe im Einzugsgebiet ist im Bereich der Hügel am Ostende mit etwa 93 m ü. NN am größten.

## Charakteristik
Beim Dortenbach ist ein typischer Flachlandbach der Emssandebene mit einem geringen mittleren Sohlgefälle von nur 0,9 ‰ und einer deshalb geringen Fließgeschwindigkeit. Im Oberlauf durchläuft der Bach größtenteils Acker- und Weideflächen, dort ist er recht naturnah geblieben. Am Unterlauf durch das Rietberger Siedlungsgebiet wurde er dagegen eher naturfern ausgebaut.

## Geschichte

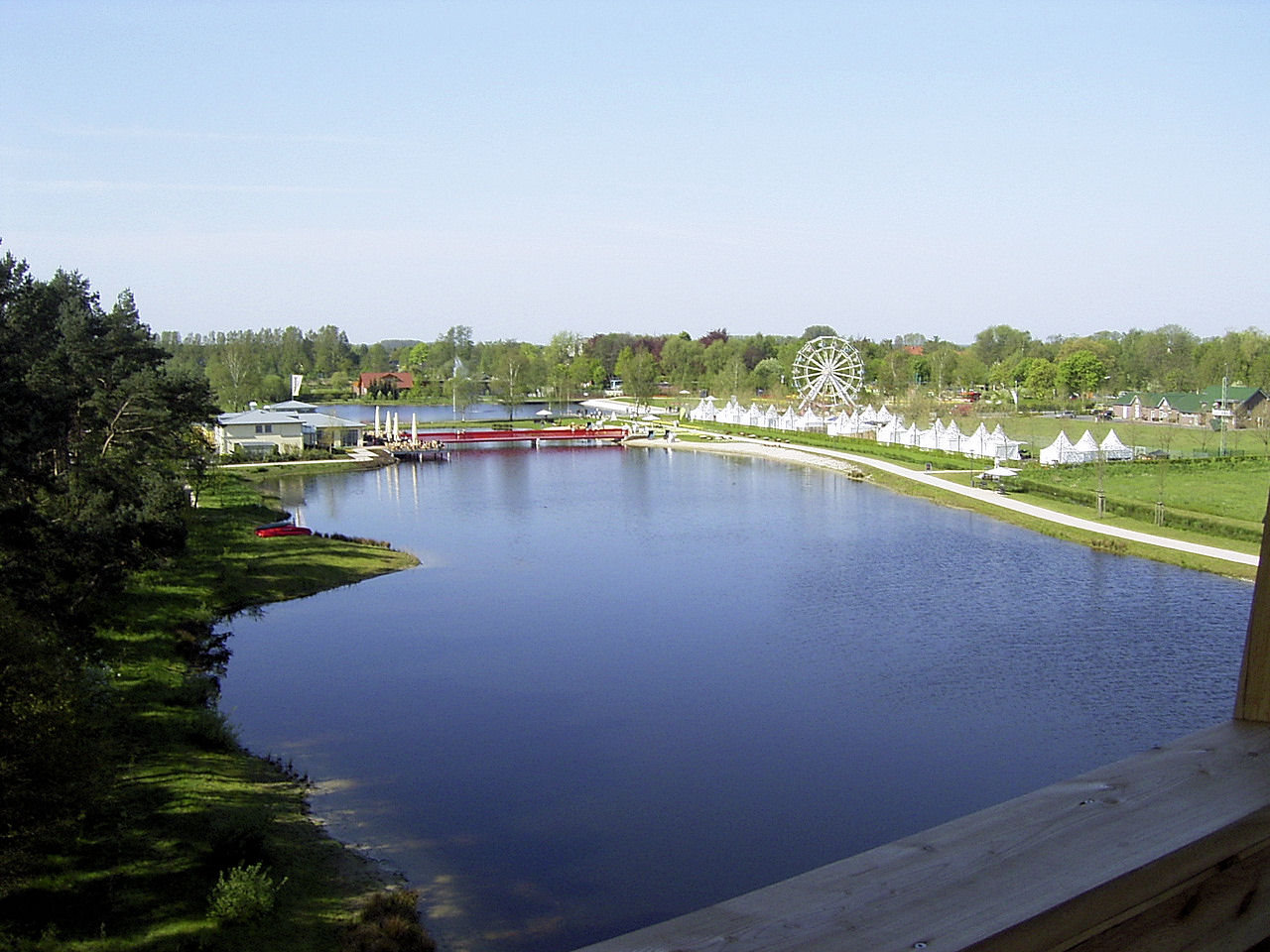
Obersee im Gartenschaupark

Nach der Errichtung von Eindeichungen und Stauanlagen am Emslauf staute sich der Dortenbach dauerhaft vor seinem Vorfluter, das führte zu einer starken Verschlammung der Sohle und bedrohte das Umland nahe der Mündung mit Überflutungen. Aus diesem Grund wurde der Bach zwischen den Jahren 1987 und 1990 in einigen Abschnitten ausgebaut. Weil man die nötigen Flächen für einen kompletten Ausbau nicht erwerben konnte, erwog man daraufhin, ein Rückhaltebecken im Rietberger Osten zu errichten. 
Nachdem die Stadt Rietberg im April 2006 den Zuschlag für die Ausrichtung der Landesgartenschau 2008 erhalten hatte, ergab sich die Gelegenheit, das geplante Rückhalte- und Überlaufbecken in das zu schaffende Gartenschaugelände einzubeziehen und dadurch den Hochwasserschutz mit einer Nutzung für die Naherholung zu verbinden. Man schuf mit dem Ober- und Untersee zwei benachbarte Gewässer, die über ein Grabensystem sowohl an den Dortenbach als auch an den benachbarten Markgraben angebunden wurden. Die Hochwasser stauen sich künftig auf ihrer großen Fläche.